# Oxalaia quilombensis
Oxalaia (il cui nome si riferisce a Oxalà, una divinità quilombo) è un genere estinto di dinosauro spinosauride spinosaurinae vissuto nel Cretaceo superiore (Cenomaniano, circa 98 milioni di anni fa), in Brasile. L'unica specie ascritta a questo genere è O. quilombensis. I suoi fossili sono stati ritrovati all'interno della Formazione Alcântara, sull'isola di Cajual, nel 2004, per poi essere descritti nel 2011 dal paleontologo brasiliano Alexander Kellner. L'Oxalaia rappresenta il terzo spinosauride scoperto in Brasile ed è un parente stretto di Spinosaurus.
Sebbene sia noto solo da due ossa craniche parziali, andate distrutte durante l'incendio del Museo Nazionale del Brasile nel 2018, Kellner et al. notò diverse caratteristiche craniodentali distintive non riscontrabili in altri spinosauridi o teropodi, tra cui due denti di ricambio e un palato secondario molto scolpito. Queste caratteristiche lo distingue da altri generi di vari taxa nominati degli spinosauridi, come Siamosaurus, che essendo stato nominato solo sulla base di alcuni denti isolati, potrebbe risultare non più valido in futuro. Oxalaia viveva in un ambiente tropicale densamente alberato e pieno di biota, alcuni dei quali simili a quelli presenti anche nel Nord Africa del Cretaceo medio; il suo ambiente era molto simile a quello di Spinosaurus, per via della connessione tra Sud America e Africa come parte del supercontinente Gondwana. Come negli altri spinosauridi, diverse caratteristiche del cranio e dei denti di Oxalaia indicano che questo animale aveva una dieta perlopiù piscivora (mangiatore di pesci), come i moderni coccodrilli. Prove fossili suggeriscono che gli spinosauridi, occasionalmente, predassero anche altri animali come piccoli dinosauri e pterosauri.

## Descrizione

Ipotetiche dimensioni di Oxalaia, a confronto con un uomo

La premascella olotipo (parte anteriore della mascella) di Oxalaia era lunga circa 201 millimetri (7.9 pollici), con una larghezza preservata di 115 millimetri (4.5 pollici), (la larghezza originale stimata massima è di 126 millimetri (5.0 pollici)) e un'altezza di 103 millimetri (4.1 pollici). Basandosi sul materiale scheletrico derivante da altri spinosauridi correlati, è stato stimato che l'intero cranio di Oxalaia fosse lungo 1,35 metri (4 piedi e 5 pollici); il che lo renderebbe più piccolo del cranio di Spinosaurus di cui è stata stimata una lunghezza approssimativa di 1,75 metri (5 piedi e 9 pollici), secondo i calcoli di Dal Sasso e colleghi (2005). Nel 2011, Kellner e il suo team hanno confrontato il campione di Dal Sasso (MSNM V4047) con il muso olotipico di Oxalaia; dal confronto tra i due animali, hanno stimato che Oxalaia potesse raggiungere gli 11-13 metri (37-44 piedi) di lunghezza, per un peso di 4-6 tonnellate (4,7-6,4 tonnellate corte), rendendolo così il più grande teropode del Brasile. Il secondo in termini di dimensioni è Pycnonemosaurus, di cui è stata stimata una lunghezza di 8,9 metri (29 piedi).
La punta del rostro (muso) è allargata mentre la parte posteriore è relativamente più stretta, formando una rosetta terminale, caratteristica presente in tutti gli spinosauridi conosciuti; questa struttura si sarebbe interbloccata con la parte anteriori della mandibola, anch'essa espansa. Il rostro dell'Oxalaia presenta fori ampi e profondi che, probabilmente, rappresentano dei canali nutritivi per vasi sanguigni e nervi. Il rostro pare anche più rotondo in vista laterale rispetto a quello di Spinosaurus, la cui mascella termina in un angolo verso il basso ben più acuto, come dimostrato dagli esemplari MSNM V4047 e MNHN SAM 124. La mascella mostrano, inoltre, una coppia di processi allungati e sottili che si estendono in avanti lungo la linea mediana del palato; questi processi sono racchiusi tra la premascella e il bordo premascellare, formando un triangolo nella loro parte anteriore. Processi simili sono presenti anche in Suchomimus, Cristatusaurus e MNHN SAM 124, sebbene non così esposti. Queste strutture compongono il palato secondario dell'animale. I lati inferiori della premascella sono molto ornati in Oxalaia, in contrasto con la condizione più liscia presente in altri spinosauridi.
La premascella contiene sette alveoli dentali su ciascun lato, lo stesso numero trovato in Angaturama, Cristatusaurus, Suchomimus e MNHN SAM 124 (riferito a Spinosaurus); MSNM V4047, un altro esemplare di mascella di Spinosaurus, ne aveva solo sei. Non è possibile confermare se questo numero inferiore di denti sia dovuto all'ontogenesi, poiché per provare tale teoria sarebbe necessario un esemplare più grande. Un grande diastema separa il terzo dente dal quarto; questo è osservato in tutti gli spinosauridi noti, sebbene sia più piccolo in Suchomimus. Un altro diastema di lunghezza quasi uguale si trova tra il quinto e il sesto alveolo; questo diastema è stato ritrovato anche in MNHN SAM 124 ed è molto più lungo in MSN V4047, ma è assente in Suchomimus e Cristatusaurus. Il frammento di mascella riferito ad Oxalaia (MN 6119-V) possedeva due alveoli e un terzo rotto che includeva un dente parziale. La premascella presenta anche un'ammaccatura superficiale nel mezzo, suggerendo che si trovava vicino alle narici esterne (aperture nasali). Piccoli frammenti di denti all'interno di alcuni degli alveoli rimanenti mostrano che a differenza dei suoi parenti più primitivi, come Suchomimus e Cristatusaurus, i denti di Oxalaia erano privi di dentellatura. Oltre al singolo dente funzionale in ogni alveolo, erano presenti altri due denti di ricambio, che secondo Kellner sono "una caratteristica comune negli squali o in alcuni rettili, ma non nei teropodi". La sezione trasversale dei denti mostra la tipica forma ovale presente anche negli altri spinosauri, piuttosto che la compressione laterale presente nei denti degli altri teropodi.
I denti di spinosauride ritrovati a Laje do Coringa sono stati classificati in due morfotipi primari dal paleontologo Manuel Medeiros, nel 2006. Entrambi mostrano la tipica dentatura degli spinosauri, sebbene il morfotipo II abbia lo smalto dei denti più liscio del primo. I denti di Oxalaia mostrano una morfologia più vicina al morfotipo I, mentre il secondo raggruppamento potrebbe rappresentare dei denti del morfotipo I consumati o un nuovo spinosauro non descritto dalla Formazione Alcântara.

## Classificazione

Diagramma del cranio di Spinosaurus, uno dei più stretti parenti di Oxalaia

Gli esemplari conosciuti di Oxalaia sono molto simili a quelli del neotipo e dei fossili olotipici di Spinosaurus aegyptiacus, ma Oxalaia differisce da esso e da altri spinosauridi grazie alle sue caratteristiche autapomorfie craniodentali, come il suo palato secondario scolpito e i due denti di ricambio. Altri taxa più frammentari come Siamosaurus e "Sinopliosaurus" fusuiensis sono basati solo su denti e potrebbero non essere più validi in futuro, essendo, eventualmente, riassegnati ad Ichthyovenator, Spinosaurus o Suchomimus. La tendenza di nominare teropodi da denti isolati o frammenti di denti ha portato alla nascita di molti generi invalidi nel corso degli anni, e ciò è stato osservato anche negli Spinosauridi, insieme alla comune mancanza di sovrapposizioni di resti scheletrici, che è un elemento primario della distinzione dei taxa.
Un'analisi filogenetica nel 2017 di Marcos Sales e Cesar Schultz et al. ha dimostrato che l'Oxalaia era più strettamente imparentata con spinosaurini africani che con spinosaurini brasiliani come Angaturama e Irritator, a causa di un muso più largo e della mancanza di una cresta sagittale dorsale. Sebbene entrambi i generi siano gruppi successivi a Spinosaurus; si sono evoluti separatamente dal piano generale del corpo, tenendo conto delle piccole differenze nella loro anatomia. Oxalaia è attualmente assegnato alla sottofamiglia Spinosaurinae a causa della morfologia della sua mascella superiore e l'assenza di dentellature fini sui suoi denti, che invece sono presenti nei baryonychini.
Il cladogramma seguente riprende gli studi di Marcos Sales e Cesar Schultz et al. (2017), illustrando la possibile non-monofilia di Baryonychinae:
|  | Angaturama                                              |
|  |                                                         |
|  | \| \| Oxalaia \| \| \| \| \| \| Spinosaurus \| \| \| \| |
|  |                                                         |
|  | Oxalaia                                                 |
|  |                                                         |
|  | Spinosaurus                                             |
|  |                                                         |

|  | Oxalaia     |
|  |             |
|  | Spinosaurus |
|  |             |

|  | Angaturama                                              |
|  |                                                         |
|  | \| \| Oxalaia \| \| \| \| \| \| Spinosaurus \| \| \| \| |
|  |                                                         |
|  | Oxalaia                                                 |
|  |                                                         |
|  | Spinosaurus                                             |
|  |                                                         |

|  | Oxalaia     |
|  |             |
|  | Spinosaurus |
|  |             |

## Storia della scoperta

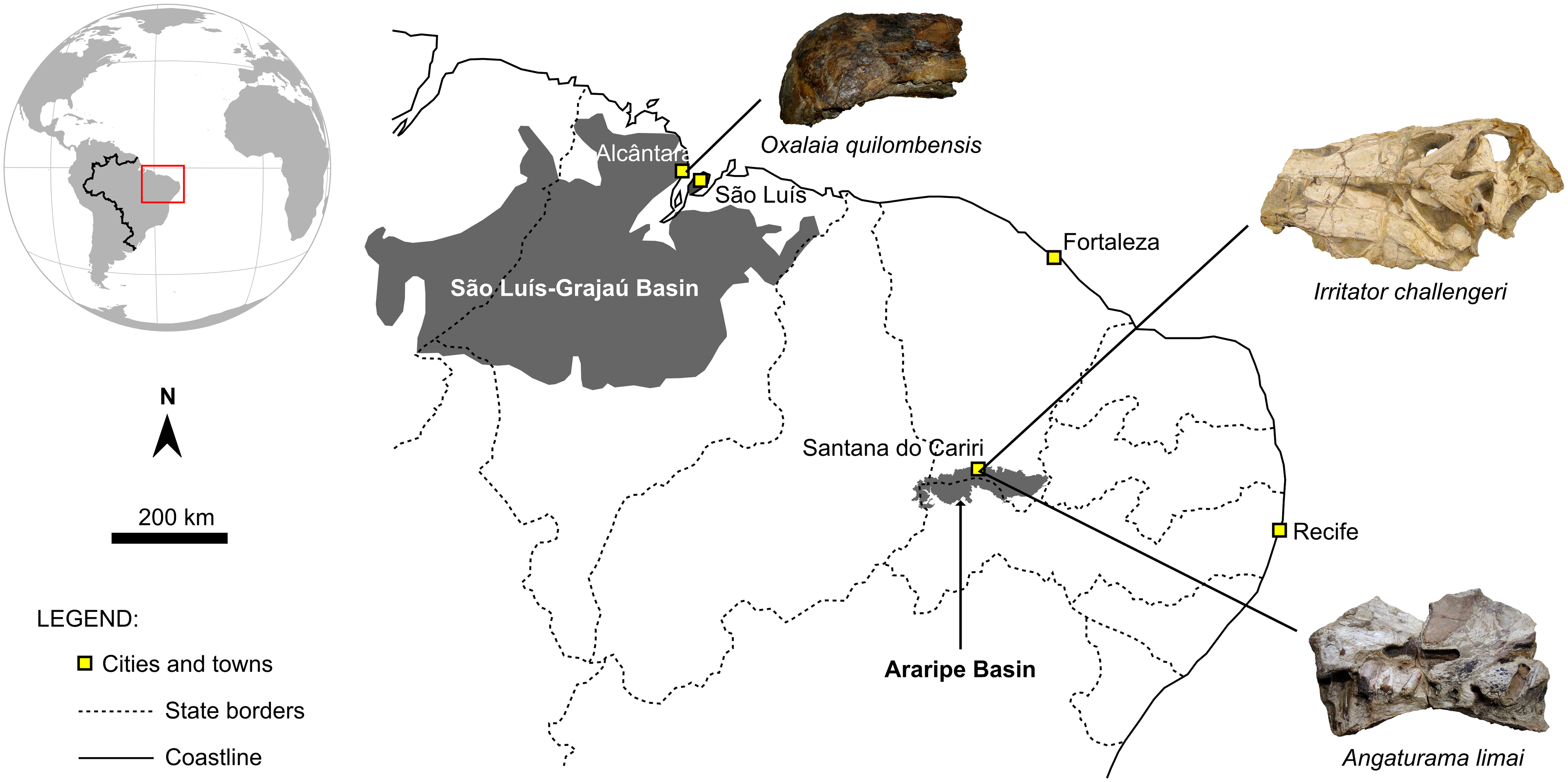
Mappa della regione nordest del Brasile, su cui sono segnalate le locazioni dei ritrovamenti dei tre spinosauridi sudamericani

I fossili di Oxalaia sono stati rinvenuti all'interno della Formazione Alcântara, una successione di rocce sedimentarie che fa parte del gruppo Itapecuru, del Bacino di São Luís, nel Brasile nordorientale. Queste rocce sono state datate dagli scienziati allo stadio Cenomaniano del Cretaceo superiore, circa 100.5-93.9 milioni di anni fa. Affiorante sulla costa settentrionale della formazione, la località di Laje do Coringa è costituita principalmente da arenarie, insieme a strati rocciosi conglomerati contenenti piante fossili e frammenti di vertebrati. Questi sedimenti furono depositati in un ambiente marino-fluviale in condizioni simili a quelle della Formazione Bahariya in Egitto, dove sono stati ritrovati i resti di Spinosaurus. Nel 1999, i fossili di Oxalaia furono recuperati a Laje do Coringa. La paleontologa Elaine Machado, del Museo Nazionale del Brasile, rimase sorpresa nel trovare un fossile così ben conservato nel sito e dichiarò in un comunicato stampa che "così è avvenuta la maggior parte delle scoperte scientifiche, per caso". Il ritrovamento, infatti, è un evento piuttosto raro a causa della natura erosiva delle maree, responsabili dello stato frammentato della maggior parte dei fossili; i resti non ritrovati nella formazione sono spesso rimossi dalla formazione per azione delle onde. Generalmente, la maggior parte dei resti fossili trovati nella Formazione Alcântara consistono in denti ed elementi scheletrici isolati, ritrovati a centinaia nel sito di Laje do Coringa.

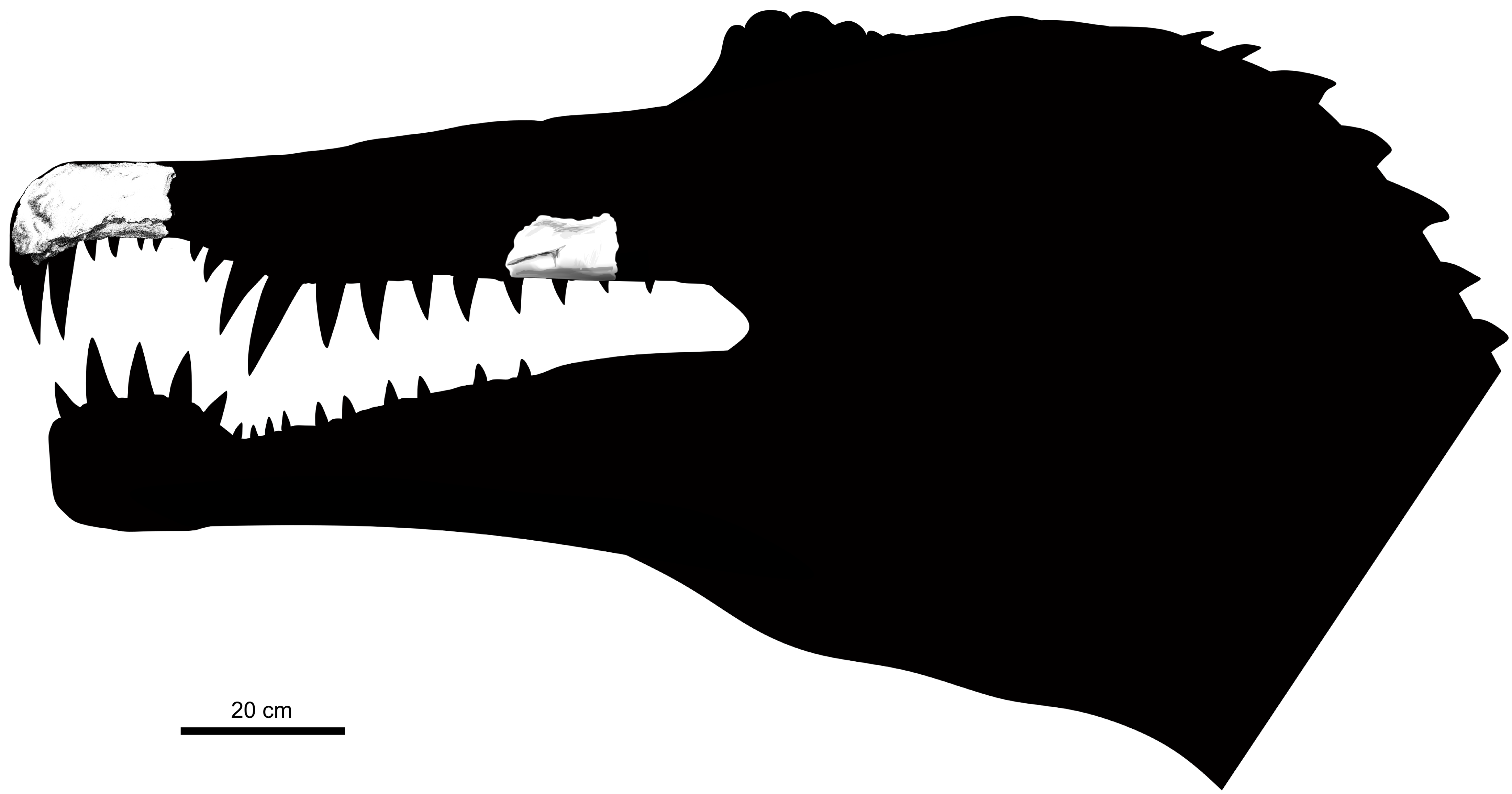
Diagramma delle parti ossee conosciute di O. quilombensis

L'Oxalaia è uno dei tre spinosauridi scoperti in Brasile, gli altri due sono Irritator e il suo possibile sinonimo Angaturama, entrambi inizialmente conosciuti da crani parziali. Quest'ultimi furono scoperti nel membro Romualdo, della Formazione Santana, parte del Bacino di Araripe. I microfossili datano questa formazione allo stadio Albiano, circa 9-6 milioni di anni prima di Oxalaia. La documentazione fossile degli spinosauridi è piuttosto scarsa rispetto a quella degli altri gruppi di teropodi; sono noti pochissimi fossili corporei e la maggior parte dei generi è stata eretta da elementi isolati come vertebre o denti. L'esemplare olotipico di Oxalaia, designato MN 6117-V, è stato ritrovato in situ (nel suo luogo originale di deposizione) con parte del lato sinistro incastonato nella matrice rocciosa; consiste in una premascella fusa (ossa mascellari superiori anteriori) di un grande individuo. Un frammento di mascella sinistro isolato e incompleto (MN 6119-V) è stato riferito ad Oxalaia poiché mostrava gli stessi tratti generali che si verificano negli spinosauridi. Il frammento di mascella fu scoperta sulla superficie della roccia, essendosi eventualmente spostata dalla sua posizione originale dopo l'erosione. Entrambi i frammenti ossei sono stati ritrovati sull'isola di Cajual, nel Maranhão, nel nord-est del Brasile, e sono stati ospitati nel Museo Nazionale del Brasile, a Rio de Janeiro. Purtroppo, il 2 Settembre 2018, un incendio ha inghiottito il palazzo che ospita il museo, distruggendo gli unici esemplari a nostra disposizione di Oxalaia, insieme a vari altri fossili trovati in Brasile, e all'olotipo di Angaturama.
Le scoperte di Oxalaia e dei rettili Pepesuchus e Brasiliguana, tutti e tre risalenti al Cretaceo superiore, sono state annunciate in una presentazione dell'Accademia brasiliana delle scienze nel marzo 2011. Machado descrisse Oxalaia come "il rettile dominante dell' [ciò che è ora] Isola di Cajual". Machado affermò inoltre che gli spinosauridi sono divenuti molto popolari in Brasile e all'estero per via del loro debutto nella serie di film di Jurassic Park e delle loro caratteristiche uniche tra gli altri dinosauri carnivori. La descrizione di Oxalaia è stata definita dai paleontologi brasiliani Alexander Kellner, Elaine Machado, Sergio Azevedo, Deise Henriques e Luciana Carvalho. Questo documento, tra molti altri, è incluso in un volume di 20 opere sulla biodiversità preistorica che è stato pubblicato dall'Accademia nel marzo 2011. La specie tipo, Oxalaia quilombensis è l'ottava specie di teropode ufficialmente nominata in Brasile. Il nome generico Oxalaia deriva dalla divinità africana Oxalá, introdotta in Brasile durante un periodo di schiavitù, mentre il nome specifico, quilombensis, si riferisce agli insediamenti dei quilombo, come sull'isola Cajual, fondata da schiavi fuggiti.

## Paleoecologia

Mappa che illustra i luoghi dei ritrovamenti degli spinosauridi, incluso Oxalaia

I depositi del Cretaceo superiore della Formazione Alcântara, ai tempi di Oxalaia, erano un ambiente umido ricco di foreste tropicali dominate da conifere, felci ed equiseti. Queste foreste erano circondate da un paesaggio semi-arido. Il paleoclima della regione è stato descritto come arido e/o semi-arido, ed era probabilmente soggetto a forti e brevi periodi di pioggia, seguiti da lunghi periodi di aridità per la maggior parte dell'anno. Come la maggior parte degli spinosauridi, Oxalaia probabilmente passava la maggior parte del tempo in o in prossimità dell'acqua e si nutriva principalmente di animali acquatici; anche se sarebbe stato in grado di nutrirsi anche di animali terrestri, se necessario. All'interno della formazione sono stati ritrovati una grande varietà di taxa animali, come dinosauri, pterosauri, serpenti, molluschi, coccodrilli, notosuchidi e pesci. I taxa acquatici noti dai depositi includono il grande celacanto Mawsonia gigas; la razza Myliobatis; due pesci sega sclerorhynchidi; così come diversi pesci ossei, pesci actinopterygii e pesci polmonati. I resti fossili di dinosauri suggeriscono la presenza di diplodocoidi, titanosauri basali, un carcharodontosauride gigante, un abelisauride, un noasauride strettamente imparentato con Masiakasaurus, e un possibile dromaeosauride velociraptorino. Inoltre, alcuni denti caratteristici e un singolo centro vertebrale sono stati riferiti a Spinosaurus sp.
La maggior parte della flora e della fauna scoperta nella Formazione Alcântara era presente anche nel Nord Africa, nei Kem Kem Beds del Marocco durante il Cenomaniano; con alcune eccezioni tra cui Oxalaia, Atlanticopristis equatorialis, Equinoxiodus alcantariensis e Coringasuchus anisodontis. Secondo Medeiros e colleghi, l'assemblaggio Laje do Coringa può essere collegato anche alla contemporanea Formazione Bahariya in Egitto, che detiene una diversa combinazione di taxa chiave costituenta da Spinosaurus aegyptiacus, Carcharodontosaurus saharicus, e Onchopristis numidus. Questa estrema somiglianza tra il biota cretacico brasiliano e africano è il risultato della loro connessione come parti del supercontinente Gondwana (che comprendeva la maggior parte delle masse continentali del moderno emisfero meridionale). Questa connessione è stata interrotta dalla deriva dei continenti e dal mare, circa 130-110 milioni di anni fa. In seguito, gli assemblaggi transoceanici avrebbero continuato a evolversi separatamente, contribuendo a piccole differenze tra i taxa. Machado dichiarò che l'isola di Cajual era ancora attaccata al continente africano durante il Cenomaniano. Allo stesso modo, Medeiros e colleghi hanno notato che la presenza di una catena di isole o di altre connessioni terrestri durature questo periodo potrebbe spiegare le somiglianze faunistiche.
È evidente dalla documentazione fossile dell'Africa e del Sud America che la composizione della vita animale nel nord del Gondwana sembra essere correlata alla storia evolutiva di Diplodocidi, Spinosauridi, Abelisauridi e Carcharodontosauridae.

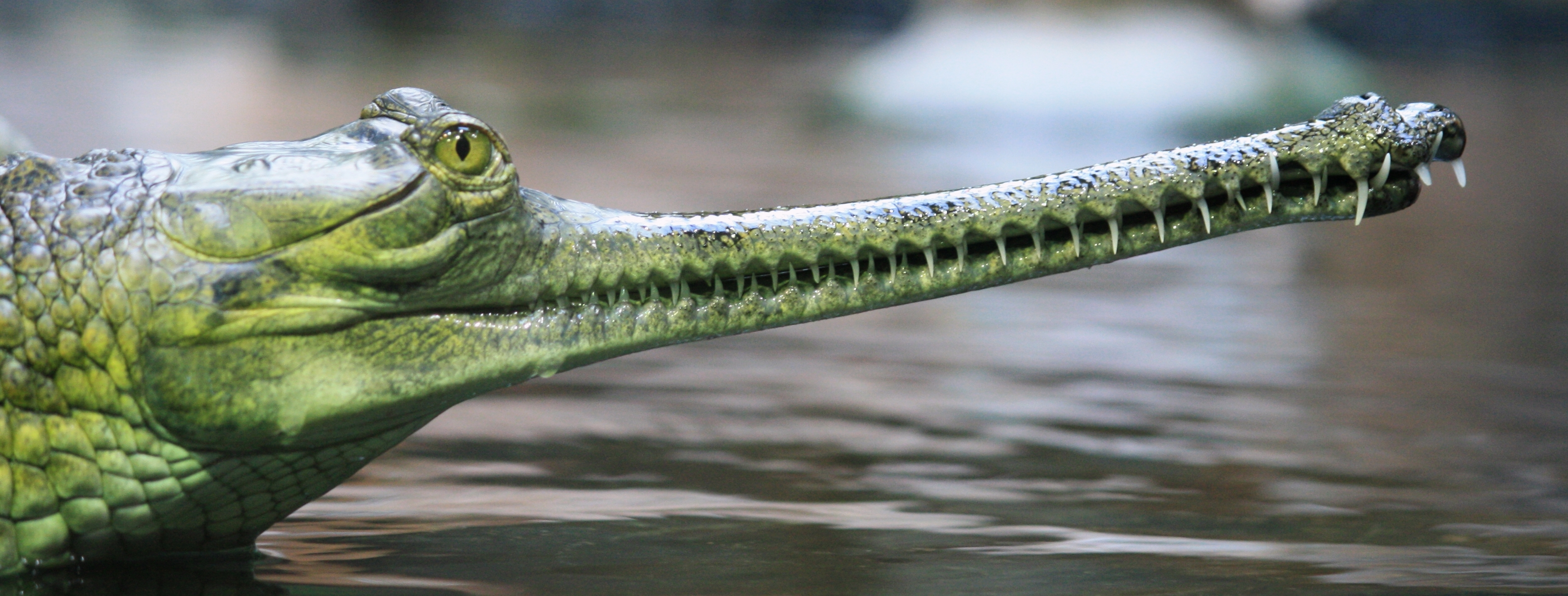
Un gaviale del Gange, che mostra la stessa forma a rosetta ad incastro ritrovata nei musi degli spinosauridi

Gli spinosauridi, probabilmente, trascorrevano la maggior parte del loro tempo in o nei pressi di grandi corsi d'acqua e si nutrivano principalmente di animali acquatici, evitando la competizione diretta con altri grandi predatori pur restando in grado di cacciare animali terrestri, se necessario. Tale comportamento è provato dal ritrovamento di alcune ossa semi-digerite di Iguanodon all'interno della cavità toracica di un Baryonyx, mentre un dente Irritator è stato ritrovato conficcato nelle ossa fossili di uno pterosauro. I denti conici, trasversalmente a forma ovale di Oxalaia, insieme alle aperture nasali, molto arretrate nel cranio, rispetto alla maggior parte dei teropodi (probabilmente per evitare che l'acqua penetri nelle narici durante la pesca) sono caratteristiche uniche degli spinosauridi. Entrambe le caratteristiche sono utili adattamenti per la cattura dei pesci. Le mascelle anteriori espanse e i denti adatti al bloccaggio della preda, erano un'efficace trappola per pesci, caratteristiche presenti anche nel gaviale del Gange, il coccodrillo odierno più piscivoro. Kellner paragonò l'aspetto generale dei crani degli spinosauridi a quelli degli alligatori.